# 羅伯特·貢薩爾維斯·桑托斯
羅拔·干沙維斯·山度士（Robert Gonçalves Santos，1996年9月28日—），生於巴西聖貢薩洛，巴西足球運動員，司職進攻中場，現時自由身。

## 球員生涯
羅拔生於巴西聖貢薩洛，當地著名球會富明尼斯展開球員生涯，並於2013年11月3日首度列入0–1不敵法林明高的球員名單，結果他未有上陣機會。其後，他在該球季再被列入6場賽事的名單，並在12月8日對陣巴希亞的最後一場賽事，於最後的24分鐘後備入替堅尼地，在職業生涯首度亮相，最終協助富明尼斯以2–1勝出。
在接下來的全國錦標賽中，羅拔僅在3場賽事獲列入後備名單。結果他於2015年的里約熱內盧州聯賽中，並獲得5場上陣機會，其中包括職業生涯首兩次正選機會。2月8日，他於2–1擊敗班古時，在半場後備入替盧卡斯，並射入加盟富明尼斯後的首球。
可是，羅拔在2014年遇上嚴重車禍，令他全年都無辦法上陣和操練。在2015球季復出後，他在全國聯賽中的4場都有後備上陣機會，並在10月4日的賽事中取得首個聯賽進球，結果富明尼斯以1–3不敵山度士。
2015年12月30日，西班牙三冠王巴塞隆拿宣布借用羅拔半季，並安排他到處於西乙B聯賽的預備隊，然而，他因為超重而沒有獲得任何上陣機會。
2018年夏天，羅拔遠赴香港與港超聯球會傑志跟操，8月23日，他正式與傑志簽約，可惜他上陣的機會不多。
2019年1月20日，羅拔初次為凱景上陣便射入一球，協助球隊主場爆冷一球氣走冠忠南區。

## 外部連結
- Soccerway資料庫：羅伯特·貢薩爾維斯·桑托斯